# Демчак Володимир Олександрович
Володи́мир Олекса́ндрович Демчак — старший сержант Збройних сил України.

## Нагороди
За особисту мужність і героїзм, виявлені у захисті державного суверенітету та територіальної цілісності України, вірність військовій присязі під час російсько-української війни нагороджений
- орденом «За мужність» III ступеня (22.1.2015).